# Aproximante retrofleja
La aproximante retrofleja es un tipo de consonante utilizado en algunos idiomas. El símbolo en el alfabeto fonético internacional que representa este sonido es ⟨ɻ⟩, y el símbolo X-SAMPA equivalente es r\`. El símbolo del AFI es una letra r minúscula girada 180° con un gancho hacia la derecha que sobresale de la parte inferior derecha de la letra.

## Aparición en distintas lenguas
- Chino (Mandarín): 肉 / ròu [ɻoʊ̯˥˩] carne
- Derung: Tvrung [tə˧˩ɻuŋ˥˧] Idioma Derung
- Enindhilyagwa: angwura [aŋwuɻa] fuego
- Inglés: red [ɻʷɛd] rojo
- Feroés: hoyrdi [hɔiɻʈɛ] oído
- Griego (Dialecto de Sfakia y Milopotamos) γάλα gála [ˈɣaɻa] leche
- Kannada: ಕೊೞೆ [kɒɻe] pudrirse
- Malayalam: വഴി [ʋɐɻi] camino
- Mapudungun: 'rayen [ɻɜˈjën] flor, (ë = ɘ)
- Neerlandés: eerst [ɪːɻst] primero
- Pashto: سوړ [soɻ] frío
- Tamil: தமிழ் Tamiḻ [t̪əˈmɨɻ] idioma Tamil

- Datos: Q534118